# Samuel Garten
Samuel Garten (ur. 5 czerwca 1986 w Gießen) – niemiecki wioślarz.

## Osiągnięcia
- Mistrzostwa Świata U-23 – Glasgow 2007 – czwórka bez sternika wagi lekkiej – 7. miejsce[1].
- Mistrzostwa Europy – Ateny 2008 – czwórka bez sternika wagi lekkiej – 10. miejsce[1].